# 幸田聡子
幸田 聡子（こうだ さとこ、1969年6月5日 - ）は、大阪府豊中市出身のヴァイオリニスト。

## 略歴
3歳からヴァイオリンを始める。久合田緑、原田幸一郎、東儀幸、宗倫匡、小栗まち絵、フェリックス・アーヨに師事。桜塚高等学校、東京芸術大学卒業。
1999年3月、「川の流れのように/美空ひばり・オン・ヴァイオリン」と「バザンのロマンス/ヴァイオリン名曲集」の2枚を同時リリースして、日本コロムビアよりCDデビュー。
特に「美空ひばり・オン・ヴァイオリン」は大きな話題を呼び大ヒット、同年日本レコード大賞企画賞を受賞したクラシックの作品だけでなく、「21世紀に残したい歌」や「聞かせてよ愛の言葉を〜シャンソン・オン・ヴァイオリン」など、意欲的なプログラムに取り組んでいる。
2001年2月、「大阪市咲くやこの花賞」受賞。
2002年3月、「愛のヴァイオリン」を発売。
2003年1月、「日本の抒情」を発売。
2003年12月、「幸田聡子plays五木ひろし」をファイブスエンターテーメントより発売。
これまでにアルバム12タイトルを発表。
2005年6月、クラウンレコードに移籍「スイートメモリーズ satoko violin」を発売。
現在幸田さと子名義で活動しており、神戸市室内管弦楽団ヴァイオリン奏者としても活躍中。声楽家（ソプラノ歌手）の幸田浩子は実妹である。

## 成績・賞歴
- 1981年 全日本学生コンクール小学校の部で西日本第1位入賞。
- 1983年 全日本学生コンクール中学校の部で西日本第3位入賞。
- 1984年 ヴィエニャフスキ・ジュニア・バイオリン・コンクール（ポーランド）テレマン特別賞受賞。
- 1989年 日本モーツァルト・コンクール入賞。
- 1996年 青山音楽賞受賞。
- 1999年 第41回日本レコード大賞企画賞受賞。

## 音楽ソフト

### CD

#### オリジナル・アルバム
- 川の流れのように〜美空ひばり・オン・ヴァイオリン（1999/3/20、日本コロムビア）
- バザンのロマンス〜ヴァイオリン名曲集（1999/3/20、日本コロムビア）
- 21世紀に残したい歌1（1999/9/18、日本コロムビア）
- アヴェ・マリア〜歌と踊り（2000/2/19、日本コロムビア）
- 21世紀に残したい歌2（2000/2/19、日本コロムビア）
- 聞かせてよ愛の言葉を〜シャンソン・オン・ヴァイオリン（2000/6/21、日本コロムビア）
- みだれ髪〜美空ひばり・オン・ヴィオリン2（2000/12/21、日本コロムビア）
- 21世紀に残したい歌3（2001/7/20、日本コロムビア）
- 愛のヴァイオリン（2002/3/20、日本コロムビア）
- ヴァイオリンで聴く日本の叙情（2003/1/18、コロムビアミュージックエンタテインメント）
- 幸田聡子 plays 五木ひろし〜千曲川〜（2003/12/3、ファイブズエンタテインメント）
- スイートメモリーズ〜SATOKO VIOLIN（2005/6/5、日本クラウン）幸田さと子

#### 再編集アルバム
- HIBARI CLASSICS（2004/5/29、コロムビアミュージックエンタテインメント）
- ヴァイオリンで聴く 麗しの昭和の歌（2004/9/22、コロムビアミュージックエンタテインメント）

#### オムニバス/共作/参加アルバム
- やさしい風〜いくつもの風景（加羽沢美濃）（1999/8/21、日本コロムビア）
- FURUSATO〜故郷（2001/9/29、日本コロムビア）
- FURUSATO2〜古里（2002/3/30、日本コロムビア）
- GRACE〜Jクラシックのミューズたち（2002/5/18、日本コロムビア）
- FURUSATO ENCORE（2003/7/2、コロムビアミュージックエンタテインメント）
- AOSORA〜FOR SEASON（2005/3/2、日本クラウン）幸田さと子
- リンゴ追分・これくしょん（2005/6/24、コロムビアミュージックエンタテインメント）
- ありがとうの音楽（2006/6/7、コロムビアミュージックエンタテインメント）

### DVD
- デンオン・Jクラシック・コンサート・ライヴ（2000/11/18、日本コロムビア）

### 楽譜
- バイオリンミニアルバム 川の流れのように（1999/10/13、ヤマハミュージックメディア）
- バイオリン・レパートリー／ASIA（アジア）（2004/7/10、ヤマハミュージックメディア）

## 出演
- おしゃべりクラシック（2000/12/22、NHK-FM）
- スタジオパークからこんにちは（2002/5/17、NHK）
- 穂高よ永遠なれ 北穂高小屋物語（2003/4/29、TBS系）
- NHK歌謡コンサート（2003/5/27、NHK）
- 公園通りで会いましょう（2003/10/16、NHK BS2）